# Бискејн Парк (Флорида)
Бискејн Парк (енгл. Biscayne Park) град је у америчкој савезној држави Флорида.

## Демографија
По попису из 2010. године број становника је 3.055, што је 214 (-6,5%) становника мање него 2000. године.
| Група             | 2000.         | 2010.         |
| Белци             | 1.658 (50,7%) | 1.326 (43,4%) |
| Афроамериканци    | 605 (18,5%)   | 539 (17,6%)   |
| Азијати           | 89 (2,7%)     | 101 (3,3%)    |
| Хиспаноамериканци | 867 (26,5%)   | 1.076 (35,2%) |
| Укупно            | 3.269         | 3.055         |